# Euryzilora ussurica
Euryzilora ussurica is een keversoort uit de familie zwamspartelkevers (Melandryidae). De wetenschappelijke naam van de soort werd in 1978 gepubliceerd door Mamaev in Mamaev & Kompantsev.